# Oberleitungsbus Wien
| Währinger Straße–Salmannsdorf | Währinger Straße–Salmannsdorf |
| ----------------------------- | ----------------------------- |
| Streckenlänge:                | 5,9 km                        |
| Stromsystem:                  | 600 Volt =                    |
|                               |                               |

Der Oberleitungsbus Wien war der Oberleitungsbus-Betrieb der österreichischen Hauptstadt Wien, lokal auch Oberleitungs-Autobus genannt. Es existierte nur eine einzige Strecke vom Währinger Gürtel nach Salmannsdorf, die von 1946 bis 1958 in Betrieb war.
Zuständiges Verkehrsunternehmen waren die Wiener Stadtwerke – Verkehrsbetriebe (WVB), die heute als Wiener Linien firmieren. Der Oberleitungsbus ergänzte die durch die gleiche Gesellschaft betriebene Straßenbahn Wien sowie den städtischen Autobusverkehr.

## Geschichte

Kombinierter Autobus- und Obus-Fahrschein

Bereits zwischen 1908 und 1938 verkehrte ein Oberleitungsbus nach Salmannsdorf, die Gleislose Bahn Pötzleinsdorf–Salmannsdorf. Sie hatte jedoch keine Liniennummer und wurde von der privaten Automobil-Stellwagen-Unternehmung der Gemeinde Wien betrieben. Darüber hinaus existierte von 1909 bis 1920 eine weitere Gleislose Bahn im Süden Wiens, die Elektrische Oberleitungsbahn Liesing–Kalksburg.
Ab dem 9. Oktober 1946 wurde der Stadtteil Salmannsdorf schließlich erneut mit Oberleitungsbussen bedient, ab diesem Tag verkehrte die 5,9 Kilometer lange Linie 22 – im Anschluss an das Straßenbahnnetz beziehungsweise an die Gürtellinie der Wiener Elektrischen Stadtbahn – von der Stadtbahnstation Währinger Straße aus über Oberdöbling und Neustift am Walde nach Salmannsdorf. Der Oberleitungsbus ersetzte die am 20. Mai 1946 provisorisch eingerichtete Vorläufer-Autobuslinie 22 Pyrkergasse–Salmannsdorf.
Die Oberleitungsanlage war bereits 1943 fertiggestellt, die ersten Oberleitungsmasten wurden schon 1942 in der Krottenbachstraße aufgestellt, konnte jedoch kriegsbedingt nicht eröffnet werden. In der Rathstraße errichtete man für das neue Verkehrsmittel ein eigenes Unterwerk, Am Währinger Gürtel hingegen bestand eine gemeinsame Stromversorgung mit der Straßenbahn. Im Jahr 1950 nahm zusätzlich das Unterwerk in der Obkirchergasse den Betrieb auf.
Eine bereits 1943 projektierte zweite Obus-Strecke sollte von Heiligenstadt nach Klosterneuburg führen und von der Linie 24 bedient werden. Ihr Betrieb konnte jedoch, ebenfalls durch den Zweiten Weltkrieg bedingt, nicht mehr aufgenommen werden.
Da bereits im Jahr 1957, aufgrund von Kanalbauarbeiten, mehrmals ein Autobus-Ersatzverkehr eingerichtet wurde, stellten die WVB am 3. Dezember 1958 die Linie 22 endgültig auf Autobusbetrieb um. Als Grund wurde der Umbau des Gürtels und Straßenregulierungen in Neustift am Walde und Salmannsdorf und die damit verbundenen aufwendigen Änderungen der Oberleitungsanlage angegeben. Das Liniensignal wurde vorerst beibehalten, erst 1961 erfolgte die Umbenennung in Linie 39A, seit 1972 heißt die Linie 35A. Wien war die erste österreichische Stadt, die einen modernen Oberleitungsbusbetrieb stilllegte, bevor 1963 Klagenfurt, 1967 Graz, 1973 Leoben und 1976 auch Innsbruck dem damaligen Trend folgten.

## Streckenbeschreibung
Der Oberleitungsbus folgte dem Währinger Gürtel, der Döblinger Hauptstraße, der Billrothstraße, der Krottenbachstraße, der Rathstraße, der Straße Neustift am Walde und der Hameaustraße. Am Währinger Gürtel befand sich die Wendeschleife vor der Straßenbahn-Remise Gürtel, wo auch die Oberleitungsbusse untergebracht waren. In Salmannsdorf, wo die neue Obusstrecke auf den letzten 500 Metern mit der ehemaligen Gleislosen Bahn identisch war, befand sich die Wendeschleife damals wie heute an der Einmündung der Straße An der Zwerchwiese. Die Route der Linie 22 entsprach somit weitgehend der heutigen Autobuslinie 35A.

## Fahrzeuge

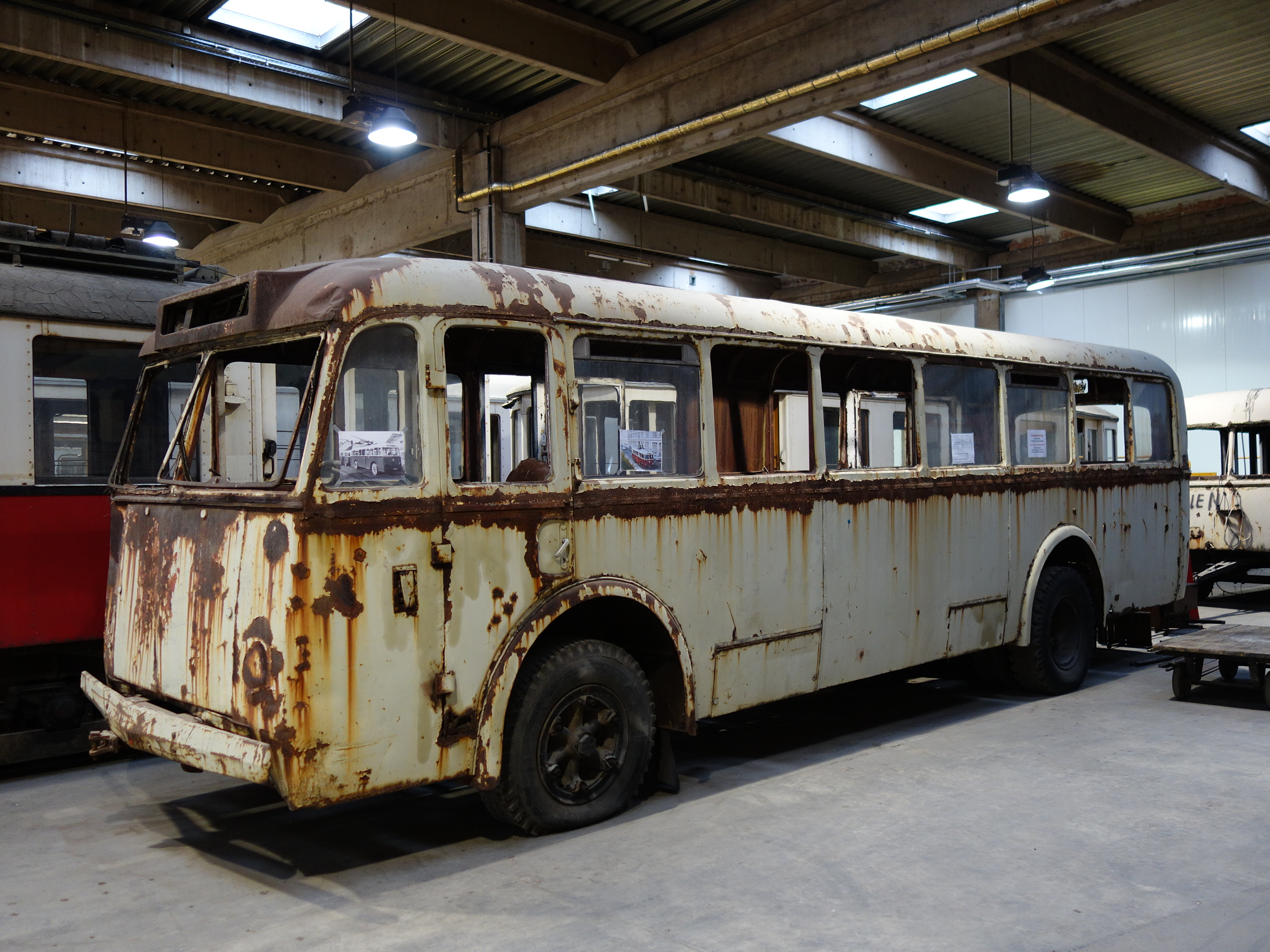
Erhalten gebliebener Oberleitungsbus (W76.391) im Museumsdepot Traiskirchen

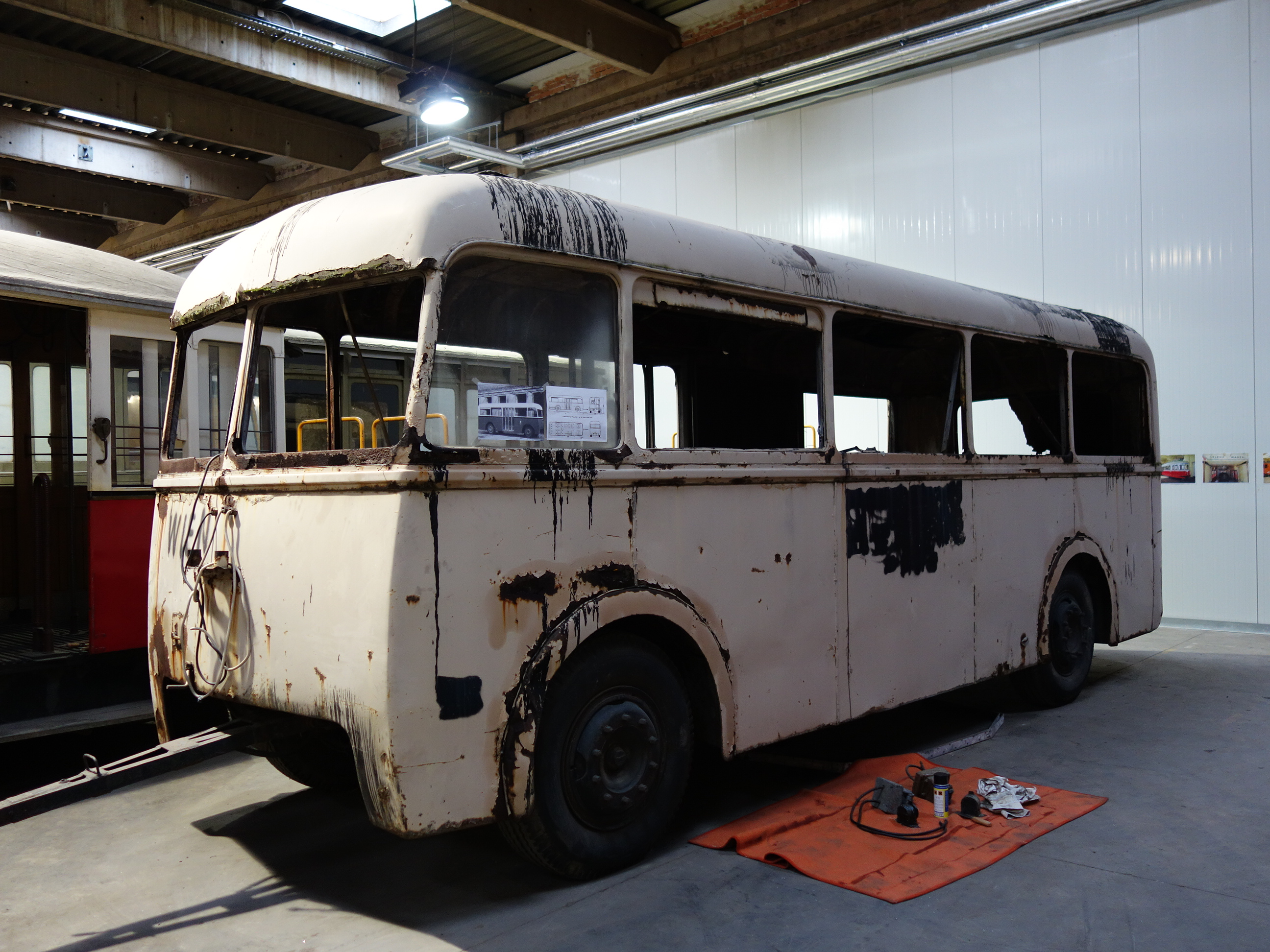
Beiwagen im Museumsdepot Traiskirchen

Für die Linie 22 standen zehn 1944 hergestellte Motorwagen zur Verfügung. Sie besaßen Henschel-Fahrgestelle mit Lohner-Aufbauten und eine elektrische Ausrüstung der Siemens-Schuckertwerke. Die Betriebsnummern lauteten 390 bis 399. Nach ihrem Ausscheiden in Wien wurden alle zehn nicht mehr benötigten Wagen an den Oberleitungsbus Kapfenberg in der Steiermark verkauft. Dort schieden sie zwischen 1967 und 1970 wieder aus dem Bestand, wenngleich vier von ihnen von Beginn an nur noch als Ersatzteilspender dienten. Anschließend wurden sie an eine Baufirma verkauft, die sie als Bauwagen verwendete. 1990 konnten ein Motorwagen und zwei Anhänger vom Verkehrsmuseum Remise vor der Verschrottung bewahrt werden, eine dauerhafte museale Erhaltung ist beabsichtigt.
Ab Dezember 1949 wurden nach Bedarf auch Anhänger eingesetzt, diese waren hinter gewöhnlichen Autobussen noch bis 1961 im Dienst. Bereits zuvor wurden sie flexibel verwendet und kamen unter anderem auf der Autobuslinie 20 zum Einsatz.
| Fahrgestellnummer | Baujahr | Kennzeichen ab 22. Juni 1944 | Kennzeichen ab 22. August 1947 | Abmeldung  | Bemerkung                              |
| ----------------- | ------- | ---------------------------- | ------------------------------ | ---------- | -------------------------------------- |
| 22.488            | 1944    | 161.301                      | W 76.396                       | 12.12.1958 | Wiederaufbau nach Bombenschaden (1949) |
| 22.489            | 1944    | 161.302                      |                                | 16.07.1944 | Bombenschaden                          |
| 22.490            | 1944    | 161.303                      | W 76.390                       | 27.11.1958 |                                        |
| 22.491            | 1944    | 161.304                      | W 76.391                       | 12.12.1958 | erhalten, Museumsdepot Traiskirchen    |
| 22.497            | 1946    |                              | W 76.392                       | 12.12.1958 |                                        |
| 22.503            | 1946    |                              | W 76.393                       | 12.12.1958 |                                        |
| 22.496            | 1946    |                              | W 76.394                       | 12.12.1958 |                                        |
| 22.498            | 1946    |                              | W 76.395                       | 27.11.1958 |                                        |
| 22.499            | 1949    |                              | W 76.397                       | 27.11.1958 |                                        |
| 22.500            | 1949    |                              | W 76.398                       | 12.12.1958 |                                        |
| 22.495            | 1949    |                              | W 76.399                       | 27.11.1958 |                                        |